# Tomáš Kobolka
Tomáš Kobolka (* 24. prosince 1964 Ostrava) je český malíř a kameraman.

## Mládí a studia
Tomáš Kobolka se narodil 24. prosince 1964 zdravotní sestře Marii Kyllarové. Otce nikdy nepoznal. Dětství prožil se svojí sestrou Martou převážně v severních Čechách. Žil v Žatci, Bílině a Litoměřicích. Vystudoval vojenské gymnázium v Opavě, kde se poznal s Josefem Brožem, který ho ovlivnil.
Po maturitě odešel na armádní vysokou školu ekonomického zaměření ve Vyškově, kterou na vlastní žádost, opustil ve třetím ročníku (1986); pak musel několik let odsloužit závazek vůči armádě. V září 1989 propuštěn do zálohy.

## Dílo

### Umělecké začátky
Během dospívání,studií a práce ve skladu se věnoval samostudiu malířství, fotografie a umění. V této době vytvořil desítky miniatur, jako dlaždice malované olejem. Ve Vyškově (1983 - 1986) začal malovat olejovými barvami. Ve vojenském kulturním zařízení měl také svou první výstavu v roce 1984, která byla však záhy zrušena za tehdy politicky nepřijatelný obsah.[ujasnit]
V několika obrazech se v se nechal inspirovat krajinou okolo Žatce, Bíliny a Litoměřic, kde v dětství žil.
Během studií ve Vyškově potkal výtvarníka Adolfa Šrotíře, který ovlivnil jeho názory, malířský styl a dále pak i celoživotní tvorbu. Po Sametové revoluci, se rozhodl zaznamenávat obrazy a příběhy všedního života fotoaparátem.

### Fotoreportér
Od roku 1990 se živil jako fotoreportér pro časopisy (Reflex, Květy), agenturu ČTK) a deník Expres. Dále pracoval pro časopis Mladý Svět. Jeho fotografie byly tištěny i ve světových časopisech a denících. Několik jeho fotografií použil ve své knize "The Grand Chessboard" Zbigniew Brzezinski, poradce Jimmyho Cartera a Baracka Obamy.[zdroj?]

### Malíř
Jeho malířské dílo je označováno za surrealistické, Vystavovat obrazy, olejomalby na plátně, začal v roce 2004 v malých soukromých galeriích. Zlomem v jeho malířské tvorbě byla autorská výstava "Sloní touhy" v Galerii kritiků (červenec 2005), pod vedením kurátorky Dr. Čihakové - Noshiro. pod vedením kurátorky Dr. Čihakové - Noshiro.
V roce 2005 se představil v Itálii na International Florence Biennale 2005 a získal druhé místo od italských akademiků, stříbrnou medaili International Award "il Magnifico" Lorenzo Medici. V roce 2007 získal páté nejlepší hodnocení na EMMA - Drapela foundation (European Master of Modern Art) v Burgau. Po těchto oceněních byl v roce 2007 nominován na cenu Sovereign Prize v Londýně. V té době vystavoval ve Švýcarsku, Rakousku, Finsku a v ČR. Účastnil se také několika skupinových výstav v zahraničí.
Je také autorem několika desítek perokreseb, plakátů a ilustrací, například do knihy Kafe do skla Petra Lásky.

### Kameraman
Pro TV Nova natočil více než 250 reportáží pořadu Na vlastní oči, desítky pořadů a dokumentů pro veřejnoprávní Českou televizi. Jako kameraman natočil několik celovečerních hraných filmů. Natočil desítky videoklipů, reklam, dokumentů, reportáží (také pro zahraniční televizní společnosti, jako například německé ARD, RTL, ZDF, japonskou NHK a další).
V roce 1999 začal pracovat na znělkách pro TV Nova (pracovní název Klonovaní moderátoři). Byl první, spolu se slovinským režisérem Urošem Trefaltem, koho napadlo v obraze "klonovat" herce tak, že se v obraze objeví dav lidí, tvořený jediným hercem. Při této práci byl první kameraman,[zdroj?] který v Čechách použil některé nové technologie jako například Camera Motion Control System nebo objektivy Arri Zeiss Ultra Prime lenses Archivováno 16. 4. 2021 na Wayback Machine..
V roce 2003 získal, jako člen týmu tvůrců, ocenění Promaxbda Global Excellence Awards za znělky pro Nova Sport. Byl kameramanem několika mezinárodně oceněných snímků vyráběných například pro společnost Febio. Vyrobil také TV design v roce 2017 televizní design pro ČT SPORT. Jako kameraman spolupracoval například s Věrou Chytilovou, Karlem Smyczkem a dalšími.

## Filmografie (kameraman)
Od roku 1998 byl kameramanem řady českých a zahraničních filmů, např.:
- Kvaska (2007)
- The beggar's story (2008)
- Ascent of money (2009)
- Alma (2010)
- Tacho (2010)
- Roznese tě na kopytech (2012)
- Die Welt der Ritter (2013)
- 5 pravidel (2013)
- Robinsonův ostrov (druhá řada, 2017)
- O deset let mladší (2018)